# Manzanera
Manzanera is een gemeente in de Spaanse provincie Teruel in de regio Aragón met een oppervlakte van 168,66 km². Manzanera telt 502 inwoners (1 januari 2016).

## Demografische ontwikkeling
Bron: INE, 1857-2011: volkstellingen